# Hiroshi Nishiyama
Hiroshi Nishiyama (jap. 西山 博司, Nishiyama Hiroshi; * um 1960) ist ein japanischer Badmintonspieler. 

## Karriere
Hiroshi Nishiyama wurde 1981, 1985 und 1987 nationaler japanischer Meister. Im erstgenannten Jahr siegte er im Herrendoppel, in den beiden anderen Jahren im Herreneinzel. 1985, 1987 und 1989 nahm er an den Badminton-Weltmeisterschaften teil und erreichte als beste Platzierung jeweils Rang neun im Herrendoppel 1985 und 1987. 

## Sportliche Erfolge
| Saison | Veranstaltung                | Disziplin    | Platz | Name                                  |
| ------ | ---------------------------- | ------------ | ----- | ------------------------------------- |
| 1981   | Japan: Einzelmeisterschaften | Herrendoppel | 1     | Kinji Zeniya / Hiroshi Nishiyama      |
| 1985   | Japan: Einzelmeisterschaften | Herreneinzel | 1     | Hiroshi Nishiyama                     |
| 1985   | Weltmeisterschaft            | Herrendoppel | 9     | Hiroshi Nishiyama / Hiroyuki Hasegawa |
| 1987   | Japan: Einzelmeisterschaften | Herreneinzel | 1     | Hiroshi Nishiyama                     |
| 1987   | Weltmeisterschaft            | Herrendoppel | 9     | Hiroshi Nishiyama / Shōkichi Miyamori |

## Referenzen
- Kyōto-fu Badminton Kyōkai: Japanische Meisterschaften (Memento vom 28. August 2007 im Internet Archive)
- WM 1987
- Hiroshi Nishiyama beim Badminton-Weltverband

| Personendaten    | Personendaten                |
| ---------------- | ---------------------------- |
| NAME             | Nishiyama, Hiroshi           |
| ALTERNATIVNAMEN  | 西山博司 (japanisch)         |
| KURZBESCHREIBUNG | japanischer Badmintonspieler |
| GEBURTSDATUM     | um 1960                      |